# كيمياء الكم
الكيمياء الكمّية، المعروفة أيضًا باسم ميكانيكا الكم الجزيئية، هي فرع من الكيمياء الفيزيائية يُعنى بتطبيق ميكانيكا الكم على الأنظمة الكيميائية، لا سيما في الحسابات الكمّية للمساهمات الإلكترونية في الخصائص الفيزيائية والكيميائية للجزيئات والمواد والمحاليل على المستوى الذري. تشمل هذه الحسابات تقريبيات منهجية تهدف إلى جعل العمليات الحسابية ممكنة من الناحية الحاسوبية، مع الحفاظ على أكبر قدر ممكن من المعلومات حول الدوال الموجية المحسوبة، إضافةً إلى الخصائص القابلة للرصد مثل البنية الطيفية والخصائص الديناميكية الحرارية. كما تهتم الكيمياء الكمّية بحساب التأثيرات الكمّية على الديناميكا الجزيئية والحركية الكيميائية.  
يعتمد الكيميائيون بشكل كبير على التحليل الطيفي لاستخلاص معلومات حول تكميم الطاقة على المستوى الجزيئي، ومن بين الطرق الشائعة لذلك: التحليل الطيفي بالأشعة تحت الحمراء، التحليل الطيفي بالرنين المغناطيسي النووي، والفحص المجهري بالمسبار الماسح. يمكن استخدام الكيمياء الكمّية في التنبؤ والتحقق من البيانات الطيفية، بالإضافة إلى مقارنة النتائج التجريبية الأخرى.  
تركز العديد من الدراسات في الكيمياء الكمّية على الحالة الإلكترونية القاعية والحالات المثارة للذرات والجزيئات الفردية، بالإضافة إلى دراسة مسارات التفاعل والحالات الانتقالية أثناء التفاعلات الكيميائية. كما يمكن التنبؤ بالخصائص الطيفية للجزيئات. غالبًا ما تفترض هذه الدراسات أن الدالة الموجية الإلكترونية تعتمد بشكلٍ شبه ثابت على مواقع الأنوية، وهو ما يُعرف بتقريب بورن-أوبنهايمر. تُستخدم مجموعة واسعة من الأساليب في الكيمياء الكمّية، منها الطرق شبه التجريبية، ونظرية الكثافة الوظيفية، وحسابات هارتري-فوك [الإنجليزية]، وطرق مونت كارلو الكمّية، وطرق التجميع المترابط [الإنجليزية].
يُعد فهم البنية الإلكترونية والديناميكا الجزيئية عبر تطوير حلول حاسوبية لمعادلة شرودنغر أحد الأهداف المركزية للكيمياء الكمّية. يعتمد التقدم في هذا المجال على التغلب على عدة تحديات، منها زيادة دقة النتائج للأنظمة الجزيئية الصغيرة، وأيضًا توسيع نطاق الأنظمة الكبيرة القابلة للحساب، إذ تظل قدرة الحوسبة محدودة بسبب التعقيد الحسابي، حيث يزداد زمن الحساب وفقًا لأسّ عدد الذرات في الجزيء.

## نظرة عامة
يعتمد الكيميائيون الكميون التجريبيون بشكل كبير على المطيافية (التحليل الطيفي) الذي يمكن من خلاله الحصول على المعلومات المتعلقة بتكميم الطاقة على المقياس الجزيئي. الأساليب الشائعة هي التحليل الطيفي بالأشعة تحت الحمراء (IR)، والرنين المغناطيسي النووي الطيف (NMR)، والفحص المجهري بالمسبار الماسح.
تسعى كيمياء الكم النظرية (والتي تصنَّف اعمالها ايضًا تحت فئة الكيمياء الحاسوبية) إلى إيجاد تنبؤات النظرية الكمية حيث أن الذرات والجزيئات تملك طاقات منفصلة، ونظرًا لأن هذه المهمة تسبب عند تطبيقها على الأنواع متعددة الذرات معضلة الاجسام المتعددة لذلك يتم إجراء هذه الحسابات باستخدام أجهزة الحاسوب.
ينطوي ذلك على تفاعل عميق بين الأساليب التجريبية والنظرية. ويقوم الكيميائيون الكميون بهذه الطريقة بالتحقيق في الظواهر الكيميائية.
تدرس كيمياء الكم الحالة القاعية للذرات والجزيئات الفردية، والحالات المثارة، والحالات الانتقالية التي تحدث أثناء التفاعلات الكيميائية.

## الهيكل الإلكتروني
إن الخطوة الأولى في حل أي معضلة كيميائية كميّة هي عادة حل معادلة شرودنغر (أو معادلة ديراك في كيمياء الكم النسبية) عن طريق مؤثر هاملتوني. وهذا ما يسمى تحديد البنية الإلكترونية للجزيء. يمكننا القول أنّ البنية الإلكترونية لجزيء أو بلورة تدل اساسًا على خواصها الكيميائية. لا يمكن الحصول على حل دقيق لمعادلة شرودنغر إلا من أجل ذرة الهيدروجين (على الرغم من أن الحلول الدقيقة لحالة طاقات الحالة المرتبطة في أيون الهيدروجين الجزيئي قد تم تحديدها حسب شروط دالة لامبرت). بما أن جميع الأنظمة الذرية أو الجزيئية الأخرى تضم حركات ثلاثة أو أكثر من الجسيمات فإن معادلات شرودنغر لا يمكن حلها بدقة ولذلك يجب البحث عن حلول تقريبية.

## نموذج الموجة
إن أساس ميكانيكا الكم والكيمياء الكميّة هو نموذج الموجة، حيث تكون الذرة عبارة عن نواة صغيرة كثيفة موجبة الشحنة تحيط بها الإلكترونات. تم اشتقاق نموذج الموجة من الدالة الموجية وهي مجموعة من المعادلات المحتملة المشتقة من التطور الزمني لمعادلة شرودنغر التي تطبًّق على توزيع الاحتمالية المتموجة للجسيمات دون الذرية. وعلى عكس نموذج بور السابق للذرة يصف نموذج الموجة الإلكترونات بأنها سحابة تتحرك في المدارات، ويتم تمثيل مواقعها بتوزيعات احتمالية بدلًا من نقاط محددة. تكمن قوة هذا النموذج في قدرته التنبؤية. ويتنبأ خصيصًا بنموذج العناصر المتماثلة كيميائيًا الموجودة في الجدول الدوري. سُمّي نموذج الموجة بهذا الاسم لأن الإلكترونات تبدي خصائص تقليدية مرتبطة بالموجات (مثل التداخل). عندما نحل معادلة شرودنغر لذرة الهيدروجين في هذا النموذج نحصل على حل يعتمد على بعض الأرقام المسماة بالأعداد الكمية والتي تصف المدار وهو المكان الأكثر احتمالًا لوجود الإلكترون. ويسمى ذلك n العدد الكمي الرئيسي من أجل الطاقة L، أو العدد الكمي الثانوي الذي يرتبط بالزخم الزاوي ويرمز بـ ml للاتجاه و MS للدورة. يمكن لهذا النموذج أن يشرح الخطوط الجديدة التي ظهرت في التحليل الطيفي للذرات. بالنسبة إلى الذرات متعددة الإلكترونات يجب علينا إدخال بعض القواعد لأن الإلكترونات تملأ المدارات بطريقة تقلل من طاقة الذرة لحدها الأدنى من أجل زيادة الطاقة الكلية لها، منها: مبدأ استبعاد باولي، وقاعدة هوند، ومبدأ أوفباو.

## رابطة التكافؤ
على الرغم من أن الأساس الرياضي للكيمياء الكمية قد وُضع في عام 1926 بواسطة شرودنغر، إلا أنه من المعروف بشكل عام أن أول حساب حقيقي في كيمياء الكم أجراه الفيزيائيين الألمانيين فالتر هايتلر وفريتز لندن على جزيء الهيدروجين (H2) في عام 1927. توسعت دراسات هايتلر ولندن بسبب دراستها من قبل الفيزيائي النظري الأمريكي جون سي سلاتر والكيميائي النظري الأمريكي لينوس بولينج لتنتج دراسة رابطة التكافؤ (VB). يتم التركيز في هذه الطريقة على التفاعلات الزوجية بين الذرات، ولذلك تتوافق هذه الطريقة بشكل كبير مع رسومات الكيميائيين الكلاسيكيين للروابط. وهي تركز على كيفية دمج المدارات الذرية لتشكيل روابط كيميائية فردية عند تشكل جزيء. يتغير مفهوم الرابطة الكيميائية عندما يتم النظر في المركبات العضوية، عندها تحتاج إلى تطبيق أفكار الرنين والتهجين التي لا تتوافق مع النظرة الكيميائية للزوج المشترك الثابت من الإلكترونات بين الجزيئات.

## الديناميكيات الكيميائية
خطوة أخرى يمكن أن تتشكل من حل معادلة شرودنغر عن طريق مؤثر هاملتوني لدراسة حركة الجزيئات. ويسمى الحل المباشر لمعادلة شرودنغر بالديناميكيات الجزيئية الكمية.

## ديناميكيات كيميائية ثابتة الحرارة
يتم تمثيل التفاعلات بين الذرات في الديناميكيات ثابتة الحرارة باحتمالات مفردة قياسية تسمى أسطح الطاقة المحتملة. يسمى ذلك تقريب بورن وأوبنهايمر الذين طرحاه في عام 1927. تم تنفيذ التطبيقات الرائدة لذلك في الكيمياء بواسطة رايس ورامسبيرغر في عام 1927 وكاسل في عام 1928، وتم التوسع بها في نظرية رايس ورامسبيرغر وكاسل وماركوس (RRKM) في عام 1952 من قبل ماركوس الذي أخذ بعين الاعتبار نظرية الحالة الانتقالية التي وُضعت من قبل الكيميائي فيرينغ في عام 1935. توفر هذه الطرق تقديرات بسيطة لمعدلات التفاعل غير الجزيئي من بعض خصائص السطح المحتمل.

## ديناميكيات كيميائية متغيرة الحرارة
تتكون الديناميكيات متغيرة الحرارة من التفاعل بين العديد من أسطح الطاقة المحتملة الثنائية (المقابلة للحالات الإلكترونية الكمية المختلفة للجزيء). وتسمى حالات الاقتران هذه بالاقتران متغير الحرارة. وقد تم انجاز عمل مميز في هذا المجال من قبل ستيكلبيرغ ولانداو وزينر في ثلاثينيات القرن العشرين، وسمّيَ عملهم تحول لانداو- زينر.

## أهمية كيمياء الكم
تنطبق قوانين الميكانيكا الكلاسيكية على الأجسام الكبيرة وعند تطبيق هذه القوانين على الأجسام الصغيرة مثل: الذرات أو الإلكترونات،
وجد أن هذه القوانين فشلت في تفسير الظواهر الطبيعية وسلوك هذه الأجسام ولذلك ظهرت نظرية ميكانيكا الكم
Quantum mechanism التي استطاعت تفسير سلوك هذه الأجسام بجانب أنها تفسر أيضا سلوك الأجسام الكبيرة.
ومن أهم الظواهر التي فشلت الميكانيكا الكلاسيكية في تفسيرها ونجحت ميكانيكا الكم هي:
1. نظرية بور لذرة الهيدروجين
2. الطيف الذري والجزئي
3. إشعاعات الجسم الأسود
4. ظاهرة التأثير الكهروضوئي
5. ظاهرة تأثير كومتون
6. نموذج جسيم في صندوق (نموذج الالكترون الحر)